# 적색거성가지의 첨단부
적색거성가지의 첨단부(영어: Tip of the red-giant branch, TRGB)는 천문학에서 주로 이용되는 거리지표로, 어떤 은하에서 가장 밝은 적색거성가지 별의 광도를 통해 그 은하까지의 거리를 측정할 수 있는 표준촉광이다. 허블우주망원경의 관측과 함께 국부 초은하단에서 국부 은하단의 상대적인 운동을 측정하는데 사용되어 왔다.
헤르츠스프룽-러셀도(HR도)는 별의 광도 대 표면온도를 따라 별의 분포를 나열한 도표이다. 중심핵의 수소를 연소하는 단계에 있는 태양과 같은 별들은 HR도에서 주계열이라 불리는 대각선 띠의 위치에서 나타나게 된다. 중심핵의 수소가 고갈되면, 에너지는 중심핵 주변의 껍질에서 일어나는 수소핵융합에 의해 계속해서 발생한다. 별의 중심은 그러한 융합으로 만들어지는 헬륨"재"로 쌓이게 되며, HR도 상에서 주계열의 우측 상단의 진화 가지(경로)를 따라 이동하게 된다. 즉, 표면온도는 감소하며 별이 방출하는 총에너지(광도)는 표면적이 증가함에 따라 커지게 된다.
특정 시점에서 중심핵의 헬륨이 삼중알파 과정을 통해 핵융합이 이루어질 수 있을 만큼의 압력과 온도에 이르게 된다. 태양의 질량의 1.8배 미만인 별에 관해서 이 과정은 헬륨섬광이라는 과정에서 발생하게 된다. 그리해서 HR도 상에서 별의 진화 경로는 새로운 평형 상태에 놓이게 되면서 표면온도가 증가함에 따라 좌측을 향하게 된다. 그 결과 HR 도표상에서 별의 진화경로는 날카롭게 꺾이게 된다. 여기서 꺾인점이 바로 적색거성가지의 첨단부이다.
멀리 있는 TRGB 별을 I대역(적외선)에서 관측할 때, 이들의 광도는 헬륨보다 무거운 구성원소(금속함량) 또는 별의 질량에 어느정도 둔감하다. 그렇기 때문에 이들은 I대역에서 절대등급이 -4.0±0.1 등급인 표준촉광으로 취급할 수 있다. 따라서 이를 통한 방법은 거리지표로서 특히 유용한 기법이 되는데, TRGB 지표는 늙은 항성 분포(항성종족 II)의 별에서 사용된다.

## 같이 보기
- 점근거성가지
- 헤스 도표
- 적색군
- 항성 분류